# NBA-Draft 2018
Der NBA-Draft 2018 fand am 21. Juni 2018 im Barclays Center in Brooklyn, New York statt. In zwei Draftrunden konnten sich die 30 NBA-Teams die Rechte an 60 Nachwuchsspielern aus der Collegeliga NCAA und dem Ausland sichern.
Bei der Draft-Lotterie am 15. Mai 2018 wurde die endgültige Auswahlreihenfolge ermittelt. An dieser gewichteten Lotterie nahmen die 14 Mannschaften teil, die sich nicht für die Playoffs der Saison 2017/18 qualifizieren konnten. Die Phoenix Suns gewannen die Lotterie, mit einer 25,0 %-Chance auf den ersten Pick, vor den Sacramento Kings und den Atlanta Hawks. Als Favoriten für den ersten Pick galten der slowenische Guard Luka Dončić und der bahamaische Center Deandre Ayton von der University of Arizona. Ayton wurde schließlich von den Phoenix Suns als erster gedraftet.
Alle Spieler, die sich zum Draft anmeldeten, mussten unabhängig von Schulabschluss oder Nationalität vor dem 31. Dezember 1999 geboren sein. Wenn sie kein „internationaler Spieler“ waren, musste zwischen dem Tag der Anmeldung und dem letzten High-School-Jahr mindestens ein Jahr vergangen sein.

## Runde 1
Abkürzungen: PG = Point Guard, SG = Shooting Guard, SF = Small Forward, PF = Power Forward, C = Center; Fr. = Freshman, So. = Sophomore, Jr. = Junior, Sr. = Senior 
| Pick | Spieler                 | Position | Nationalität               | Franchise                                                  | vorheriges Team/College |
| ---- | ----------------------- | -------- | -------------------------- | ---------------------------------------------------------- | ----------------------- |
| 1    | Deandre Ayton           | C        | Bahamas                    | Phoenix Suns                                               | Arizona (Fr.)           |
| 2    | Marvin Bagley           | PF       | Vereinigte Staaten         | Sacramento Kings                                           | Duke (Fr.)              |
| 3    | Luka Dončić             | SG       | Slowenien                  | Atlanta Hawks (nach Dallas getradet)                       | Real Madrid             |
| 4    | Jaren Jackson           | PF       | Vereinigte Staaten         | Memphis Grizzlies                                          | Michigan State (Fr.)    |
| 5    | Trae Young              | PG       | Vereinigte Staaten         | Dallas Mavericks (nach Atlanta getradet)                   | Oklahoma (Fr.)          |
| 6    | Mo Bamba                | C        | Vereinigte Staaten         | Orlando Magic                                              | Texas (Fr.)             |
| 7    | Wendell Carter, Jr.     | C        | Vereinigte Staaten         | Chicago Bulls                                              | Duke (Fr.)              |
| 8    | Collin Sexton           | PG       | Vereinigte Staaten         | Cleveland Cavaliers (von Brooklyn)                         | Alabama (Fr.)           |
| 9    | Kevin Knox              | SF       | Vereinigte Staaten         | New York Knicks                                            | Kentucky (Fr.)          |
| 10   | Mikal Bridges           | SF       | Vereinigte Staaten         | Philadelphia 76ers (von LA Lakers nach Phoenix getradet)   | Villanova (Jr.)         |
| 11   | Shai Gilgeous-Alexander | PG       | Kanada                     | Charlotte Hornets (nach LA Clippers getradet)              | Kentucky (Fr.)          |
| 12   | Miles Bridges           | SF       | Vereinigte Staaten         | Los Angeles Clippers (von Detroit nach Charlotte getradet) | Michigan State (So.)    |
| 13   | Jerome Robinson         | SG       | Vereinigte Staaten         | Los Angeles Clippers                                       | Boston College (Jr.)    |
| 14   | Michael Porter Jr.      | SF       | Vereinigte Staaten         | Denver Nuggets                                             | Missouri (Fr.)          |
| 15   | Troy Brown, Jr.         | SF       | Vereinigte Staaten         | Washington Wizards                                         | Oregon (Fr.)            |
| 16   | Zhaire Smith            | SF       | Vereinigte Staaten         | Phoenix Suns (von Miami nach Philadelphia getradet)        | Texas Tech (Fr.)        |
| 17   | Donte DiVincenzo        | SG       | Vereinigte Staaten         | Milwaukee Bucks                                            | Villanova (So.)         |
| 18   | Lonnie Walker           | SG       | Vereinigte Staaten         | San Antonio Spurs                                          | Miami (FL) (Fr.)        |
| 19   | Kevin Huerter           | SG       | Vereinigte Staaten         | Atlanta Hawks (von Minnesota)                              | Maryland (So.)          |
| 20   | Josh Okogie             | SG       | Vereinigte Staaten Nigeria | Minnesota Timberwolves (von Oklahoma City)                 | Georgia Tech (So.)      |
| 21   | Grayson Allen           | SG       | Vereinigte Staaten         | Utah Jazz                                                  | Duke (Sr.)              |
| 22   | Chandler Hutchison      | SF/SG    | Vereinigte Staaten         | Chicago Bulls (von New Orleans)                            | Boise State (Sr.)       |
| 23   | Aaron Holiday           | PG       | Vereinigte Staaten         | Indiana Pacers                                             | UCLA (Jr.)              |
| 24   | Anfernee Simons         | SG       | Vereinigte Staaten         | Portland Trail Blazers                                     | IMG Academy             |
| 25   | Moritz Wagner           | PF       | Deutschland                | Los Angeles Lakers (von Cleveland)                         | Michigan (Jr.)          |
| 26   | Landry Shamet           | PG       | Vereinigte Staaten         | Philadelphia 76ers                                         | Wichita State (So.)     |
| 27   | Robert Williams III     | C        | Vereinigte Staaten         | Boston Celtics                                             | Texas A&M (So.)         |
| 28   | Jacob Evans             | SG       | Vereinigte Staaten         | Golden State Warriors                                      | Cincinnati (Jr.)        |
| 29   | Džanan Musa             | SF       | Bosnien und Herzegowina    | Brooklyn Nets (von Toronto)                                | KK Cedevita             |
| 30   | Omari Spellman          | PF       | Vereinigte Staaten         | Atlanta Hawks (von Houston)                                | Villanova (Fr.)         |

## Runde 2
| Pick | Spieler               | Position | Nationalität       | Team                                                       | vorheriges Team/College       |
| ---- | --------------------- | -------- | ------------------ | ---------------------------------------------------------- | ----------------------------- |
| 31   | Élie Okobo            | PG       | Frankreich         | Phoenix Suns                                               | Élan Béarnais Pau-Lacq-Orthez |
| 32   | Jevon Carter          | PG       | Vereinigte Staaten | Memphis Grizzlies                                          | West Virginia (Sr.)           |
| 33   | Jalen Brunson         | PG       | Vereinigte Staaten | Dallas Mavericks                                           | Villanova (Jr.)               |
| 34   | Devonte' Graham       | PG       | Vereinigte Staaten | Atlanta Hawks (nach Charlotte getradet)                    | Kansas (Sr.)                  |
| 35   | Melvin Frazier        | SF       | Vereinigte Staaten | Orlando Magic                                              | Tulane (Jr.)                  |
| 36   | Mitchell Robinson     | C        | Vereinigte Staaten | New York Knicks (von Chicago)                              | Chalmette HS                  |
| 37   | Gary Trent Jr.        | SG       | Vereinigte Staaten | Sacramento Kings                                           | Duke (Fr.)                    |
| 38   | Khyri Thomas          | SG       | Vereinigte Staaten | Philadelphia 76ers (von Brooklyn nach Detroit getradet)    | Creighton (Jr.)               |
| 39   | Isaac Bonga           | PG       | Deutschland        | Philadelphia 76ers (von New York nach LA Lakers getradet)  | Skyliners Frankfurt           |
| 40   | Rodions Kurucs        | SF       | Lettland           | Brooklyn Nets (von LA Lakers)                              | FC Barcelona                  |
| 41   | Jarred Vanderbilt     | SF       | Vereinigte Staaten | Orlando Magic (von Charlotte nach Denver getradet)         | Kentucky (Fr.)                |
| 42   | Bruce Brown Jr.       | SG       | Vereinigte Staaten | Detroit Pistons                                            | Miami (FL) (So.)              |
| 43   | Justin Jackson        | SF       | Kanada             | Denver Nuggets (von LA Clippers nach Orlando getradet)     | Maryland (So.)                |
| 44   | Issuf Sanon           | PG       | Ukraine            | Washington Wizards                                         | KK Union Olimpija             |
| 45   | Hamidou Diallo        | SF       | Vereinigte Staaten | Brooklyn Nets (von Milwaukee nach Oklahoma City getradet)  | Kentucky (Fr.)                |
| 46   | De'Anthony Melton     | SG       | Vereinigte Staaten | Houston Rockets (von Miami)                                | USC (So.)                     |
| 47   | Swjatoslaw Mychajljuk | SG       | Ukraine            | Los Angeles Lakers (von Denver)                            | Kansas (Sr.)                  |
| 48   | Keita Bates-Diop      | SF       | Vereinigte Staaten | Minnesota Timberwolves                                     | Ohio State (Jr.)              |
| 49   | Chimezie Metu         | PF       | Vereinigte Staaten | San Antonio Spurs                                          | USC (Jr.)                     |
| 50   | Alize Johnson         | PF       | Vereinigte Staaten | Indiana Pacers                                             | Missouri State (Sr.)          |
| 51   | Tony Carr             | PG       | Vereinigte Staaten | New Orleans Pelicans                                       | Penn State (So.)              |
| 52   | Vincent Edwards       | SF       | Vereinigte Staaten | Utah Jazz (von Houston)                                    | Purdue (Sr.)                  |
| 53   | Devon Hall            | SG       | Vereinigte Staaten | Oklahoma City Thunder                                      | Virginia (Sr.)                |
| 54   | Shake Milton          | PG       | Vereinigte Staaten | Dallas Mavericks (von Portland nach Philadelphia getradet) | SMU (Jr.)                     |
| 55   | Arnoldas Kulboka      | SF       | Litauen            | Charlotte Hornets (von Cleveland)                          | Orlandina Basket              |
| 56   | Ray Spalding          | PF       | Vereinigte Staaten | Philadelphia 76ers (nach Dallas getradet)                  | Louisville (Jr.)              |
| 57   | Kevin Hervey          | PF       | Vereinigte Staaten | Oklahoma City Thunder (von Boston)                         | Texas-Arlington (Sr.)         |
| 58   | Thomas Welsh          | C        | Vereinigte Staaten | Denver Nuggets (von Golden State)                          | UCLA (Sr.)                    |
| 59   | George King           | SF       | Vereinigte Staaten | Phoenix Suns (von Toronto)                                 | Colorado (Sr.)                |
| 60   | Kostas Antetokounmpo  | PF       | Griechenland       | Philadelphia 76ers (von Houston nach Dallas getradet)      | Dayton (Fr.)                  |